# Gammelgaard (Ryde Sogn)
 For alternative betydninger, se Gammelgård. (Se også artikler, som begynder med Gammelgård)
Gammelgaard er en landsbyhovedgård, som er dannet i 1596 af Laurids Grubbe af den nu forsvundne Holmegaard og resten af gårdene i den gamle bondeby Gammelby. Gården ligger i Ryde Sogn i Lolland Kommune. Hovedbygningen er opført i 1884.
Gammelgaard Gods er på 346 hektar

## Ejere af Gammelgaard
- (1596-1639) Laurids Grubbe
- (1639-1653) Anne Sparre gift Grubbe
- (1653-1682) Erik Lauridsen Grubbe
- (1682-1693) Marie Eriksdatter Grubbe gift Dyre
- (1693) Anne Marie Eriksdatter Grubbe gift Arenfeldt
- (1693-1696) Jørgen Arenfeldt
- (1696-1710) Frederik von Lützow
- (1710-1733) Dorothea Magdalene von Harstall gift von Lützow
- (1733-1734) Henrik Brandt
- (1734-1737) Henrik Brandts dødsbo
- (1737-1762) Christian von Stöcken
- (1762-1779) Adam Gottlob von Moltke
- (1779-1782) Joachim Godske von Moltke
- (1782-1786) Christian Schmidt
- (1786-1811) Caspar Wilhelm von Munthe af Morgenstierne
- (1811-1813) Anna de Flindt gift von Munthe af Morgenstierne
- (1813-1819) Haagen Christian von Astrup
- (1819-1825) C. F. Benzon
- (1825-1837) Den Danske Stat
- (1837-1854) Ferdinand Trummer
- (1854-1884) Henrik Meincke
- (1884-1919) Wilhelm August Konow
- (1919-1930) Helge Henri Konow
- (1930-1931) Ove baron Schaffalitzky de Muckadell
- (1931-1939) Ejnar Clausen
- (1939-1942) Leif Kaare Pay
- (1942-1970) David Peter Friderichsen
- (1970-2002) Johan Ditlev Friderichsen
- (2002-) David Peter Friderichsen

## Ekstern henvisninger
- Gammelgaard Gods
- Gammelgaard (Lolland) - fra Dansk Center for Herregårdsforskning Arkiveret 11. februar 2017 hos  Wayback Machine